# Könsidentitet
Könsidentitet är en persons självidentifierade kön, en persons subjektiva upplevelse av att tillhöra ett visst kön.   Könsidentiteten är inte med nödvändighet baserat på biologiskt kön, oavsett om det är objektivt eller antaget, inte heller är den kopplad till personens sexuella läggning.  Könsidentitet kan korrelera med en persons vid födseln tilldelade juridiska kön eller kan skilja sig från det, liksom den kan överensstämma med eller skilja sig från de olika biologiska bestämningsfaktorerna för kön. Könsuttrycket speglar vanligtvis en persons könsidentitet, men så är inte alltid fallet.
De möjliga könsidentiteterna en person kan ha anses vara: kvinnlig, manlig eller någon typ av ickebinär könsidentitet. Till de ickebinära könsidentiteterna räknas till exempel att ha en könsidentitet mellan kön, ha ett tredje kön, identifiera sig med mer än ett kön (bigender, trigender), inget kön (agender) och att ha en fluktuerande könsidentitet (gender fluid).
I de flesta samhällen finns det en grundläggande uppdelning mellan sådant som anses manligt respektive kvinnligt, en binär könsnorm som de flesta ansluter sig till och som inkluderar förväntningar på maskulinitet och femininitet i alla aspekter av kön: biologiskt kön, genus ( inklusive könsuttryck), och könsidentitet. En del människor identifierar sig inte med de aspekter av kön som tilldelas deras biologiska kön;Några av dessa människor är transpersoner. Det finns exempel på män och kvinnor som korsar könsgränserna genom hela historien och i praktiskt taget alla kulturer. Det är helt enkelt en naturligt förekommande del av alla samhällen. Vissa samhällen har fler än två könskategorier.
Termen könsidentitet myntades av psykiatriprofessorn Robert J. Stoller 1964 och populariserades av psykologen John Money.

## Etymologi
Könsidentitet var ursprungligen en term som användes för att förklara könsbekräftande operationer för allmänheten. Termen återfinns också inom psykologin och inom  biologin, vad gäller könskategorisering. På senare år har termen börjat användas inom olika juridiska områden, främst vad gäller mänskliga rättighetsfrågor. Sociologi, genusvetenskap och feminism är fortfarande benägna att referera till både könsidentitet, könsroll och olika sexuella beteenden och preferenser med hjälp av termen genus.[källa behövs]

## Formandet av könsidentiteten
Formandet av könsidentiteten är en komplex process som startar redan vid befruktningen, och involverar ett antal kritiska tillväxtprocesser under fosterstadiet och även inlärda erfarenheter efter födseln.[källa behövs]
Även om man ännu inte fullt ut förstått hur könsidentiteten formas har många olika faktorer antagits påverka den. Biologiska faktorer som kan påverka könsidentiteten inkluderar nivåerna av könshormon och regleringen av gener.Naturvetenskapliga forskare lutar åt att det är hjärnan snarare än sociala faktorer som styr könsidentiteten.
Vissa forskare menar att sociala faktorer kan påverka könsidentiteten,  medan andra menar att det saknas belägg för att psykologiska eller psykosociala förhållanden kan påverka könsidentiteten.
I vissa fall kan en persons könsidentitet vara oförenlig med deras biologiska könskaraktäristika, vilket resulterar i att personen klär sig som och/eller uppträder på ett sätt som av omgivningen anses ligga utanför det socialt accepterade, utanför normen. Personer med de könsuttrycken kan beskrivas som gender variant. eller transpersoner.

## Juridiska aspekter
Flera länder har infört skydd mot diskriminering på grund av könsidentitet, ofta som en form av diskriminering på grund av kön eller sexuell läggning. Bland de länder som anser den typen av diskriminering vara en förbjuden form av könsdiskriminering finns tretton av medlemsstaterna i EU, medan två av dem anser det vara en form av diskriminering på grund av sexuell läggning. Flera delstater i USA förbjuder också diskriminering på grund av könsidentitet, inom vissa samhällsområden, ofta som självständig diskrimineringsgrund. Till de delstater som förbjuder diskriminering på grund av könsidentitet hör New York.
Den svenska diskrimineringslagstiftningen har istället utformats så skyddet för transpersoner omfattar "könsöverskridande identitet eller uttryck", vilket innebär att det enbart omfattar transpersoner, inte alla människor, som de flesta andra diskrimineringsgrunder. 
En del länder har också skyddslagstiftning mot hets eller hatbrott mot transpersoner, där det i allmänhet är könsidentitet som anges vara den egenskap som inte får ligga till grund för det hat eller den missaktning som lett till brottet. Ett av de länder som senast införde straffskärpningsregler vad gäller hatbrott som begåtts på grund av hat mot offret på grund av könsidentitet var USA, som införde skyddet i och med att president Barack Obama undertecknade The Matthew Shepard Act 28 oktober 2009.
Sverige har inte något uttalat förbud mot hets mot en grupp baserat på deras könsidentitet, men det pågår debatt i ämnet.. Sverige har inte heller någon straffskärpningsregel som uttalat inkluderar hatbrott där motivet varit att kränka en person eller en folkgrupp på grund av deras könsidentitet. Det pågår debatt även i detta ämne.